# Salman Al-Khalifa
Salman Al-Khalifa (arab. سلمان الخليفة) – bahrajński strzelec, olimpijczyk. 
Brał udział w Letnich Igrzyskach Olimpijskich 1984 (Los Angeles). Startował w trapie. Zdobył jedynie 76 punktów na 200 możliwych; wynik ten, plasował go na ostatniej pozycji.

## Wyniki olimpijskie
| Igrzyska | Konkurencja | Wynik      | Miejsce | Źródło |
| -------- | ----------- | ---------- | ------- | ------ |
| IO 1984  | Trap        | 76 punktów | 70.     | [ 1 ]  |